# Rozangela Alves Justino
Rozangela Alves Justino (San Pablo, Brasil, 4 de octubre de 1974) es una psicóloga brasileña, que aplicó en su país terapias de reorientación sexual.
Se hizo conocida por el denominado Caso Rozangela Justino que se refiere al proceso de censura pública aplicada por el Consejo Federal de Psicología de Brasil (CFP) a esa psicóloga por ofrecer un pseudotratamiento de reorientción sexual.
El CFP confirmó dicha medida punitiva de censura pública anteriormente impuesta por el Consejo Regional de Psicología de Río de Janeiro, afirmando que la conducta de la psicóloga contraría las determinaciones de la Organización Mundial de Salud del 17 de mayo de 1990 (34 años) y la propia medida nacional por la Resolución CFP N.º 001/99, del 22 de marzo de 1999, por parte del CFP, que dice que «la homosexualidad no constituye dolencia, ni trastorno, ni perversión» y que, por lo tanto, «los psicólogos no colaborarán en eventos y servicios que propongan tratamiento y cura de la homosexualidad».

## Proceso
En 2007, una ONG de defensa de los derechos de la comunidad LGBT, con base en Nova Iguaçu ingresó con representación, una demanda contra la psicóloga al Consejo Regional de Psicología de Río de Janeiro, que decidió finalmente de que se aplicara censura pública.
Apelada esa decisión, el Consejo Federal de Psicología de Brasil mantuvo su voto de censura pública, conforme la decisión tomada el 31 de julio de 2009, señalando que al ofrecer terapia de reorientación sexual, infringió la Resolución CFP N.º 001/99, del 22 de marzo de 1999
Esa resolución obtiene respaldo en la determinación de la Organización Mundial de la Salud del 17 de mayo de 1990, al expresar taxativamente que «la homosexualidad no constituye enfermedad, ni disturbio, ni perversión».

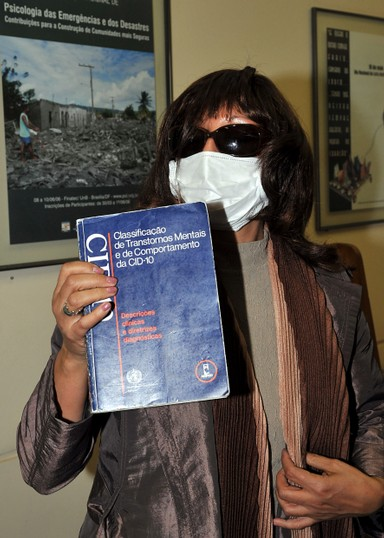
Rozángela Justino en julio de 2009.

El abogado de la psicóloga afirmó que recurriría a la Justicia ordinaria contra esa decisión, mientras tanto la psicóloga decía que continuaría ofreciendo el mismo tratamiento.
Un día antes del juicio del recurso de apelación, la Asociación Brasileña de Gays, Lésbicas, Bisexuales, Travestis y Transexuales (ABGLT) protocolizó en el Consejo Federal de Psicología una petición con 133 organizaciones pidiendo el mantenimiento de la censura pública. También se envió a la representación del Consejo Regional de Psicología de Río de Janeiro, instándoles a la cancelación del registro de profesionales, situación que esperaban lograr finalizada la aplicación de la censura.
Nueve días antes de la decisión, el 22 de julio, Rozángela había ingresado un juicio de amparo en el 15.º Tribunal del Distrito Federal, pidiendo la suspensión del proceso, alegando la inconstitucionalidad de la Resolución N.º 01/1999 del Consejo Federal de Psicología, pero el 30 de julio, un día antes de la decisión, la orden de suspensión fue rechazada.

## Polémicas
Este caso ganó notoriedad en los medios de comunicación, cuando Rozángela Justino fue censurada institucionalmente por prometer reversión de la homosexualidad. Ella pasó por encima de la Clasificación oficial de la Organización Mundial de Salud (OMS) dictada en 1990, y las resoluciones específicas del Consejo Federal de Psicología de Brasil (CFPB) de 1999, pues ambas excluyen cualquier tipificación de patología a la homosexualidad.
Sobre la sanción, Rozángela afirma que «el Movimiento Prohomosexualismo tiene hechas alianzas con Consejos de Psicología, queriendo implantar la dictadura gay en el país».
El obispo de la diócesis de Recife, de la Iglesia Anglicana del Cono Sur de América, reverendo Robinson Cavalcanti, declaró su encendido apoyo a dicha psicóloga, considerando que el resultado del juicio fue un «acto de persecución heterofóbica del Consejo Federal de Psicología».
Durante su proceso de 2009, Rozangela solo admitió ser fotografiada disfrazada, diciéndose perseguida, y comparando al movimiento de derechos LGBT de Brasil con el nazismo, afirmando:

El activismo prohomosexualismo está directamente ligado con el nazismo. Todos los movimientos de deconstrucción social estudian al nazismo, porque comparten un ideal de dominio político y económico mundial.

En julio de 2009 afirmó que:

Me están sometiendo a una mordaza. Mas quiero afirmar que las personas que están en estado de sufrimiento psíquico y deseasen dejar la homosexualidad que busquen profesionales en sus ciudades.

Sobre las relaciones con la práctica religiosa, Rozangela afirmó, en esa misma fecha:

Tengo mi experiencia religiosa, que no voy a negar. Todo lo que hago fuera de mi consultorio está impregnado por la religión. Me siento dirigida por Dios para ayudar a las personas que son gays.

.
En noviembre de 2009, Rozangela comunicó públicamente que, debido a las presiones sufridas, inclusive amenazas de muerte, y acatando la decisión del CFP, no ofrecería más terapia para personas que deseasen dejar el comportamiento homosexual.